# 2006 QP180
2006 QP180, também escrito como 2006 QP180, é um corpo celeste que é classificado como um centauro, numa classificação estendida de centauros. Ele possui uma magnitude absoluta de 9,0 e tem um diâmetro estimado de cerca de 48 km.

## Descoberta
2006 QP180 foi descoberto no dia 28 de agosto de 2006 pelos astrônomos A. C. Becker, A. W. Puckett e J. Kubica.

## Órbita
A órbita de 2006 QP180 tem uma excentricidade de 0,653 e possui um semieixo maior de 37,891 UA. O seu periélio leva o mesmo a uma distância de 13,143 UA em relação ao Sol e seu afélio a 62,640 UA.